# 天使らんまん
『天使らんまん』（てんしらんまん）は、2004年4月6日から2007年4月3日まで毎日放送（MBSテレビ）で放送されたアイドルファン向けのバラエティ番組。関西ローカル。

## 概要
この番組は毎回、「天使」として1人の女性アイドルにスポットを当て、そのアイドルの魅力・素顔に迫るという主旨で放送されていた。また、番組内ではコンサート・舞台などのイベントに関する情報の伝達や、新商品（食品・飲料など）の告知を行う「お部屋天使」のコーナーもあった。
放送第1回目の天使は、後に『クイズ!ヘキサゴンII』、『天装戦隊ゴセイジャー』等で活躍した佐藤里香であった。

## 放送時間
- 毎週火曜 25:35 - 25:55 （2004年4月6日 - 2004年10月5日）
- 毎週火曜 25:55 - 26:15 （2004年10月12日 - 2006年12月26日）
- 毎週水曜 25:25 - 25:45 （2007年1月10日 - 2007年3月28日）
- 火曜 24:55 - 25:15 （2007年4月3日）
- 日曜 24:30 - 25:30 （2006年2月26日） - 天使らんまん超豪華版〜キング・オブ・観光!北海道でダブルデート!!〜

## 出演者
※芸名は放送当時のもの。
| 2004年   | 2004年                                   | 2004年                             | 2004年                                       |
| 放送日   | 出演者                                   | 内容                               | 備考                                         |
| -------- | ---------------------------------------- | ---------------------------------- | -------------------------------------------- |
| 4月6日   | 佐藤里香                                 |                                    | 第1回。制服姿でスタジオに登場した。          |
| 4月13日  | 栗田梨子                                 | スタジオでインタビュー             |                                              |
| 4月20日  | 安井マリコ                               |                                    |                                              |
| 4月27日  | 高橋幸子                                 |                                    |                                              |
| 5月4日   | 大久保麻梨子                             | スタジオで水着着替え＆インタビュー |                                              |
| 5月11日  | 安藤絵里奈                               |                                    |                                              |
| 5月18日  | 観月麻衣                                 |                                    |                                              |
| 5月25日  | 憂木怜央奈                               |                                    |                                              |
| 6月1日   | 番ことみ                                 |                                    |                                              |
| 6月8日   | 森ちえみ                                 | アスレチック＆温泉デート           |                                              |
| 6月15日  | 片瀬桃花                                 |                                    |                                              |
| 6月22日  | 戸田恵梨香                               |                                    |                                              |
| 6月29日  | 奥田順子                                 |                                    |                                              |
| 7月6日   | 服部美貴                                 |                                    |                                              |
| 7月13日  | 吉田愛                                   |                                    |                                              |
| 7月20日  | 虎南有美                                 |                                    |                                              |
| 7月27日  | 北村美樹                                 |                                    |                                              |
| 8月3日   | 嬋花（せんか）                           |                                    |                                              |
| 8月10日  | 藤本仁以奈                               |                                    |                                              |
| 8月17日  | 大塚みな                                 |                                    |                                              |
| 8月31日  | vivace 番ことみ 福田淳子 渋谷千賀 福愛美 |                                    | 番組初の2週連続出演。番は2回目の出演だった。 |
| 9月7日   | vivace 番ことみ 福田淳子 渋谷千賀 福愛美 |                                    | 番組初の2週連続出演。番は2回目の出演だった。 |
| 9月14日  | 井川あゆこ                               |                                    |                                              |
| 9月21日  | 田川惠理                                 |                                    |                                              |
| 9月28日  | 伊藤あい                                 |                                    |                                              |
| 10月5日  | 松本紗央里                               |                                    |                                              |
| 10月12日 | 服部美貴 安井マリコ                      |                                    | 総集編。この回より放送時間が20分繰り下がる。 |
| 10月19日 | 小泉エリ                                 |                                    |                                              |
| 10月26日 | 里中あや                                 |                                    |                                              |
| 11月2日  | 石井寛子                                 |                                    |                                              |
| 11月9日  | 山内明日                                 |                                    |                                              |
| 11月16日 | 田中いちえ                               |                                    |                                              |
| 11月23日 | 沙希                                     |                                    |                                              |
| 11月30日 | 川村ゆきえ                               |                                    |                                              |
| 12月7日  | 瀬戸早妃                                 |                                    |                                              |
| 12月14日 | 瀬戸早妃                                 |                                    |                                              |
| 12月21日 | 和希沙也                                 |                                    |                                              |
| 12月28日 | 松嶋初音                                 | コスプレカラオケ大会               |                                              |

| 2005年   | 2005年                                            | 2005年                                     | 2005年                                                                   |
| 放送日   | 出演者                                            | 内容                                       | 備考                                                                     |
| -------- | ------------------------------------------------- | ------------------------------------------ | ------------------------------------------------------------------------ |
| 1月4日   | 石井寛子 嬋花 山内明日                            |                                            | 「ズッコケ3人組天使」として再登場。                                      |
| 1月11日  | ほしのあき                                        | 護身術を習う                               |                                                                          |
| 1月18日  | 大石里沙                                          |                                            |                                                                          |
| 1月25日  | 星野真希                                          | 人生初のスノーボードに挑戦                 |                                                                          |
| 2月1日   | 江本理恵                                          |                                            |                                                                          |
| 2月8日   | 美崎悠                                            |                                            |                                                                          |
| 2月15日  | 井坂絵美                                          |                                            |                                                                          |
| 2月22日  | 若槻千夏                                          | ユニバーサル・スタジオ・ジャパン貸切デート |                                                                          |
| 3月1日   | 西原杏澄                                          |                                            |                                                                          |
| 3月8日   | 原田まり                                          |                                            |                                                                          |
| 3月15日  | 堀朱里                                            |                                            |                                                                          |
| 3月22日  | 山崎真実                                          |                                            |                                                                          |
| 3月29日  | 戸田れい                                          |                                            |                                                                          |
| 4月5日   | 小阪由佳                                          | スポーツジムでデート                       |                                                                          |
| 4月12日  | 岩佐真悠子                                        | 大阪づくしのこてこてデート                 |                                                                          |
| 4月19日  | 二宮歩美                                          |                                            |                                                                          |
| 4月26日  | 堀朱里 星野真希 寺田有希 滝口ミラ 千里 伊東明日香 | 実力テスト                                 | 当時のHOP CLUBメンバーが登場。堀と星野は2度目の出演だった。              |
| 5月3日   | 石坂ちなみ                                        | 話題のヨガを人生初体験                     |                                                                          |
| 5月10日  | 長澤奈央                                          | スイーツ食べまくりデート                   |                                                                          |
| 5月17日  | 中村知世                                          | 豪華客船デート                             |                                                                          |
| 5月24日  | 海川ひとみ                                        | 科学館デート                               |                                                                          |
| 5月31日  | 小塚舞子                                          | 奈良満喫デート                             |                                                                          |
| 6月7日   | 浜田翔子                                          | 豆腐づくしデート                           |                                                                          |
| 6月14日  | 小松彩夏                                          | ボウリング                                 |                                                                          |
| 6月21日  | 庄司有希                                          |                                            |                                                                          |
| 6月28日  | 石井めぐる                                        | 色々な服で写真撮影会                       |                                                                          |
| 7月5日   | 上本京                                            |                                            |                                                                          |
| 7月12日  | 鈴木美生                                          |                                            | この年のミスマガジンでミス週刊少年マガジンを受賞。発表翌週の登場だった。 |
| 7月19日  | 松本さゆき                                        | ナガシマスパーランドで迫力映像を撮ろう！   |                                                                          |
| 7月26日  | MARI                                              | 鈴鹿サーキットで初体験デート               |                                                                          |
| 8月2日   | 高橋あゆみ                                        | エキスポランドで真夏の納涼デート           |                                                                          |
| 8月16日  | 吉川まあこ                                        | 大自然うなぎつかみ                         |                                                                          |
| 8月23日  | 初音ひさみ                                        | ファーストキスを賭けてPK対決               |                                                                          |
| 8月30日  | 及川奈央                                          |                                            |                                                                          |
| 9月6日   | 原田桜怜                                          | キャンプ場でアウトドアデート               |                                                                          |
| 9月13日  | 水崎綾女                                          |                                            |                                                                          |
| 9月20日  | 河中麻系                                          | 摩耶山でUFOを見る                          |                                                                          |
| 9月27日  | 石田未来                                          | 愛情いっぱい激辛カレーを作ろう             |                                                                          |
| 10月4日  | 愛川ゆず季                                        | 秋葉原デート                               |                                                                          |
| 10月11日 | 鈴木あきえ                                        | 禁断のお部屋デート                         |                                                                          |
| 10月18日 | 福永ちな                                          | 温泉目指してドライブ                       |                                                                          |
| 10月25日 | 阪本麻美                                          | お部屋チェック＆渋谷でお買い物             |                                                                          |
| 11月1日  | 滝ありさ                                          | 松茸狩りデート                             |                                                                          |
| 11月8日  | かでなれおん                                      | スポーツクライミングに挑戦                 |                                                                          |
| 11月15日 | 類家明日香                                        | フィンスイミングに挑戦                     |                                                                          |
| 11月22日 | 大網亜矢乃                                        | 那智勝浦の秘湯めぐり                       |                                                                          |
| 11月29日 | 時東ぁみ                                          | 早朝の大阪デート                           |                                                                          |
| 12月6日  | こばやしまり                                      | キックボクシングトレーニング               |                                                                          |
| 12月13日 | 佐野夏芽                                          | フィギュアスケートに挑戦                   |                                                                          |
| 12月20日 | 中村優                                            | 年賀状を作ろう                             |                                                                          |
| 12月27日 | 加藤沙耶香                                        | アイドルのお部屋を大掃除                   |                                                                          |

| 2006年   | 2006年                                                          | 2006年                                                 | 2006年                                                                                |
| 放送日   | 出演者                                                          | 内容                                                   | 備考                                                                                  |
| -------- | --------------------------------------------------------------- | ------------------------------------------------------ | ------------------------------------------------------------------------------------- |
| 1月3日   | 石坂ちなみ 阪本麻美                                             | 総集編のVTR視聴＆コスプレ                              | 総集編                                                                                |
| 1月10日  | 加藤理恵                                                        | 伏見稲荷大社20歳の願掛けデート                         |                                                                                       |
| 1月17日  | 相澤仁美                                                        | 熱海で温泉まったりデート                               |                                                                                       |
| 1月24日  | りりあん                                                        | 秋葉原で萌えドルツアー                                 |                                                                                       |
| 1月31日  | 原幹恵                                                          | 関西国際空港でデート スチュワーデス体験                |                                                                                       |
| 2月7日   | 鈴木茜                                                          | 心も体もHOTなデート                                    |                                                                                       |
| 2月21日  | 小島祥子                                                        | 世界の鶏料理を食べまくり                               |                                                                                       |
| 2月26日  | 瀬戸早妃 山崎真実                                               | 北海道でWデート                                        | 番組唯一の1時間スペシャル。バスガイド天使として伊藤みくも出演                         |
| 2月28日  | 小林恵美                                                        | 大人のマナーをマスターして高級料理店で大人のフルコース |                                                                                       |
| 3月7日   | 堀田ゆい夏                                                      | 有馬温泉へドライブデート                               |                                                                                       |
| 3月14日  | 華彩なな                                                        | オートバックス店内ですごろくデート                     |                                                                                       |
| 3月21日  | 小野真弓                                                        | 放送100回記念たこ焼きパーティー                        | 2007年3月21日放送分で、この回が過去最高視聴率だったと言及された。                     |
| 3月28日  | 福留佑子                                                        | 特技のフラメンコを披露                                 |                                                                                       |
| 4月4日   | 木口亜矢                                                        | ウエスタン乗馬に挑戦                                   |                                                                                       |
| 4月11日  | 早美あい                                                        | 春の体力測定                                           |                                                                                       |
| 4月18日  | 中川翔子                                                        | ドラゴンボールを作る                                   |                                                                                       |
| 4月25日  | 矢吹春奈                                                        | 潮干狩りデート                                         |                                                                                       |
| 5月2日   | 平沢いずみ                                                      | メイド服で一日過ごして「萌え」について考えてみる       |                                                                                       |
| 5月9日   | 稲生美紀                                                        | 浜崎あゆみに変身                                       |                                                                                       |
| 5月16日  | 花井美里                                                        | 事務所にあるマイ棺おけを家に運ぶ                       |                                                                                       |
| 5月23日  | 藤井梨花                                                        | 世界旅行体験                                           |                                                                                       |
| 5月30日  | 鷲巣あやの                                                      | ワールド牧場で動物たちとふれあいデート                 |                                                                                       |
| 6月6日   | 近野成美                                                        | 憧れの大阪・ミナミ観光                                 |                                                                                       |
| 6月13日  | 寺田有希                                                        | 私のしごと館でいろいろなお仕事に挑戦                   | HOP CLUBとして登場以来2度目の出演。                                                   |
| 6月20日  | 島本里沙                                                        | ペーパードライバー教習を受ける                         |                                                                                       |
| 6月27日  | 今野陽佳                                                        | 自分で自分の誕生日を祝う                               |                                                                                       |
| 7月4日   | 吉原夏紀                                                        | テレビ番組でよく見るゲームをやりたい！                 |                                                                                       |
| 7月11日  | 岡村麻純                                                        | 岡村麻純の東京おすすめスポット巡り                     |                                                                                       |
| 7月18日  | 溝口麻衣                                                        | フットサル対決                                         | 小島くるみも出演。                                                                    |
| 7月25日  | ミスマガジン2006 倉科カナ 松井絵里奈 仲村みう 草場恵 入船加澄実 | インタビュー＆コスプレ大会                             | この年のミスマガジンファイナリスト5名を紹介。                                         |
| 8月1日   | 松井絵里奈                                                      | 温泉までドライブ 露天風呂掘削                          |                                                                                       |
| 8月8日   | 草場恵                                                          | 涼しくなるデート                                       |                                                                                       |
| 8月15日  | 入船加澄実                                                      | 自宅の部屋＆地元の愛媛でデート                         |                                                                                       |
| 8月22日  | 倉科カナ                                                        | 花火大会                                               |                                                                                       |
| 8月29日  | 仲村みう                                                        | ジャンボパフェに挑戦                                   |                                                                                       |
| 9月5日   | 松原渓                                                          | 卓球                                                   |                                                                                       |
| 9月12日  | 原田麻衣                                                        | 野球デート                                             |                                                                                       |
| 9月19日  | 齊藤夢愛                                                        | 犬と猫とひたすら遊ぶ                                   |                                                                                       |
| 9月26日  | 小島くるみ                                                      | ドッキリ企画＆PK対決                                   | 溝口麻衣も出演。2006年7月18日放送回で溝口麻衣にPK対決で勝利し、番組出演権を獲得した。 |
| 10月3日  | 吉川麻衣子                                                      | アイドルのお部屋訪問                                   |                                                                                       |
| 10月10日 | ますきあこ                                                      | 農作業デート                                           |                                                                                       |
| 10月17日 | 村岡沙耶香                                                      | セレブ体験                                             |                                                                                       |
| 10月24日 | 立花彩野                                                        | 実家の日本料理店で接待                                 |                                                                                       |
| 10月31日 | 高部あい                                                        | 高部あいの夢を叶えますデート                           |                                                                                       |
| 11月7日  | 小出由華                                                        | アドベンチャーワールドで動物たちと触れ合う             |                                                                                       |
| 11月14日 | 長崎莉奈                                                        | ビリヤードのスゴ技に挑戦                               |                                                                                       |
| 11月21日 | 小口もな美                                                      | 一日おこちゃま体験                                     |                                                                                       |
| 11月28日 | 倉橋沙由梨                                                      | 甲賀の里忍術村で忍者アクションに挑戦                   |                                                                                       |
| 12月5日  | 小町桃子                                                        | バンジージャンプに挑戦                                 |                                                                                       |
| 12月12日 | 白鳥百合子                                                      | 5時間で大阪のクリスマスツリーを見られるだけ見に行く    |                                                                                       |
| 12月19日 | 伊藤みく 御秒奈々                                               | お部屋天使ウルトラクイズ                               | 総集編VTRもあり                                                                       |

| 2007年  | 2007年                                  | 2007年                                         | 2007年                                                                         |
| 放送日  | 出演者                                  | 内容                                           | 備考                                                                           |
| ------- | --------------------------------------- | ---------------------------------------------- | ------------------------------------------------------------------------------ |
| 1月10日 | 阿井莉沙                                | メイドカフェでアルバイト                       | この回から水曜日に移動。                                                       |
| 1月17日 | 玲奈                                    | 2007年の運勢を占う                             |                                                                                |
| 1月24日 | 佐々木梨絵                              | 一日で身長伸ばし大作戦                         |                                                                                |
| 1月31日 | 岩根あゆこ                              | 雪の上でやらないことをあえて雪の上でやってみる |                                                                                |
| 2月7日  | 川元由香                                | グルメ・動物・温泉レポートを極める             |                                                                                |
| 2月14日 | 折原みか                                | 鍋パーティー                                   |                                                                                |
| 2月21日 | 南明奈                                  | 有馬わんわんランドで犬と遊ぶ                   |                                                                                |
| 2月28日 | 秋山莉奈                                | はじめてのHipHopに挑戦                         |                                                                                |
| 3月7日  | 水沢友香                                | 実家でデート                                   |                                                                                |
| 3月14日 | 丸居沙矢香                              | お部屋訪問し、木口亜矢とクイズ対決             | 木口亜矢も特別出演し、仲の良さを見せ付けた。                                   |
| 3月21日 | 小野真弓                                | 私物争奪！浅草ツアー！                         | 2度目の出演。                                                                  |
| 3月28日 | 南まりか 助川まりえ 神田茉里奈 堂上静華 | 天使らんまんオーディション                     | 翌週の出演天使をこの回で決めた。                                               |
| 4月3日  | 神田茉里奈                              | 御秒奈々、伊藤みく宅で入浴                     | 最終回。伊藤みくと御秒奈々が本編に出演。この回のみ火曜24：55からの放送だった。 |

### お部屋天使
番組放送終了時の出演者
- 伊藤みく
- 檜垣さゆり
- 御秒奈々

番組放送途中までの出演者
- 柚希まゆ
- 中村阿紗子
- 庄畑実恵
- 瀧マリ
- 永田美穂
- 森咲真依
- 谷麻紗美
- 中野小百合
- 仁藤愛
- 吉川みさと
- かまち彩夏
- 河村由美
- 田中彩子
- 千晴

## テーマ曲
- オープニング

『天使のためいき』 フランス・ギャル
- エンディング

『LOVE2くらっち』 Noria （2006年10月3日 - 10月31日）
『waiting for...』 ファンタ☆ピース （2007年2月14日 - 4月4日）

## スタッフ
- 構成 - 佐久間貴司
- 撮影 - 西川真（CAMIX）
- 効果 - 寺脇千景（テレコープ）
- ディレクター - 加藤昌義・阪本圭（JAWS）
- プロデューサー - 中井保（MBS）、清水邦孝（JAWS）
- 製作 - 毎日放送、JAWS

| 毎日放送 火曜25:35 - 25:55枠                                   | 毎日放送 火曜25:35 - 25:55枠             | 毎日放送 火曜25:35 - 25:55枠                                           |
| 前番組                                                         | 番組名                                   | 次番組                                                                 |
| -------------------------------------------------------------- | ---------------------------------------- | ---------------------------------------------------------------------- |
| 楽園図鑑 / でいりぃ げっと。 （25:35 - 25:50 / 25:50 - 25:55） | 天使らんまん （2004年4月 - 2004年10月）  | ドラゴン&ボールアワー / 天使らんまん （24:55 - 25:55 / 25:55 - 26:15） |
| 毎日放送 火曜25:55 - 26:15枠                                   |                                          |                                                                        |
| 天使らんまん / 吾郎のソナタ （25:35 - 25:55 / 25:55 - 26:25）  | 天使らんまん （2004年10月 - 2006年12月） | ベリータ （25:55 - 26:25、水曜深夜枠から移動）                         |
| 毎日放送 水曜25:25 - 25:45枠                                   |                                          |                                                                        |
| オビラジⓇ （25:25 - 25:55、時間帯繰り下げ）                    | 天使らんまん （2007年1月 - 2007年3月）   | オビラジⓇ （25:25 - 25:55、時間帯繰り上げ）                            |